# Topolinda
Topolinda è un personaggio Disney creato nel 1960 da Romano Scarpa, in Topolino e la collana Chirikawa.
È la zia di Topolino. Da piccolo, riuscì a farselo rapire da sotto il naso da Gambadilegno, l'unica volta in cui le era stato affidato.
Vive in una città relativamente lontana da Topolinia.
È stata usata in occasioni successive, anche da autori diversi.
Riappare dopo un bel po' di tempo nel Topolino n. 2668 nella prima storia: Topolino in "tale zia, tale nipote". Tuttavia il nipote la ricorda spesso.